# Лоранд Етвош
Лоранд Етвош (мађ. Eötvös Loránd; Будим, 27. јул 1848 — Будимпешта, 8. април 1919) мађарски је физичар. Познат је по свом раду на пољу гравитације и површинског напона, а изумео је торзије клатна.
Данас је по њему назив носи Универзитет у Будимпешти и Институт геофизике у Мађарској, кратер на Месецу, астероид 12301 Еотвош и минерал Лорандит, као и врх на Доломитима.